# Bitch Please
«Bitch Please» (в цензурированной версии «Trick Please») — промосингл американского рэпера Snoop Dogg, с его альбома No Limit Top Dogg. Продюсером трека стал Dr. Dre. Музыкальное видео было снято Dr. Dre и Phillip Atwell. Вскоре, вышла вторая часть песни под названием "Bitch Please II", который вошёл в альбом Eminem: The Marshall Mathers LP.
Сингл был предложен на радио в трёх версиях: с открытой обсценной лексикой, приглушённой и изменённым текстом (например, вместо «Bitch Please» звучит «Trick Please»). В альбом No Limit Top Dogg вошла версия с приглушением, так как версия «Trick Please» появилась только в составе альбома The Best of Snoop Dogg (2006).

## Список композиций
12-дюймовый сингл
- A1 "B-Please (Radio Version)"
- A2 "B-Please (LP Version)"
- A3 "B-Please (Instrumental)"
- B1 "B-Please (Radio Version)"
- B2 "B-Please (LP Version)"
- B3 "B-Please (Instrumental)"

CD-сингл
- "B-Please (Radio Version)"
- "B-Please (LP Version)"
- "B-Please (Instrumental Version)"

## Чарты
| Чарт (1999)               | Пик позиция |
| ------------------------- | ----------- |
| Swiss Top 100             | 4           |
| U.S Billboard Hot 100     | 77          |
| U.S Hot R&B/Hip-Hop Songs | 26          |